# Reid Anderson (ballerino)
Reid Bryce Anderson (New Westminster, 1º aprile 1949) è un ex ballerino e direttore artistico canadese.

## Biografia
Reid Anderson è nato nella Columbia Britannica nel 1949 e ha studiato alla Royal Ballet School di Londra dal 1967.
Dopo aver danzato per qualche mese con il Royal Ballet, nel 1969 è stato scritturato dal balletto di Stoccarda, con cui ha esordito nell'Onegin di John Cranko. Poco dopo è stato proclamato primo ballerino della compagnia, di cui è stato anche maestro di danza dal 1982 al 1986.
Nel 1987 è tornato in Canada come co-direttore artistico del British Ballet Columbia, di cui è poi diventato l'unico direttore. Nel 1989 è diventato direttore artistico del National Ballet of Canada, con cui ha portato in scene molti dei balletti di John Cranko. Pur guidando con successo la compagnia durante la recessioni dei primi anni novanta, nel 1995 lasciò il National Ballet of Canada a causa dei continui tagli del budget. Nel 1996 è tornato a Stoccarda, dove è stato direttore del Stuttgarter Ballett fino al 2018.
Dichiaratamente omosessuale, è stato legato sentimentalmente a Dieter Gräfe dagli anni 1980 fino alla morte dell'uomo nel 2024.